# Ford Puma
Ford Puma (укр. Форд Пума) — легковий автомобіль, що вироблявся компанією Ford з 1997 року по 2002 рік як купе та виробляється з 2019 року як кросовер.

## Ford Puma купе (1997-2002)

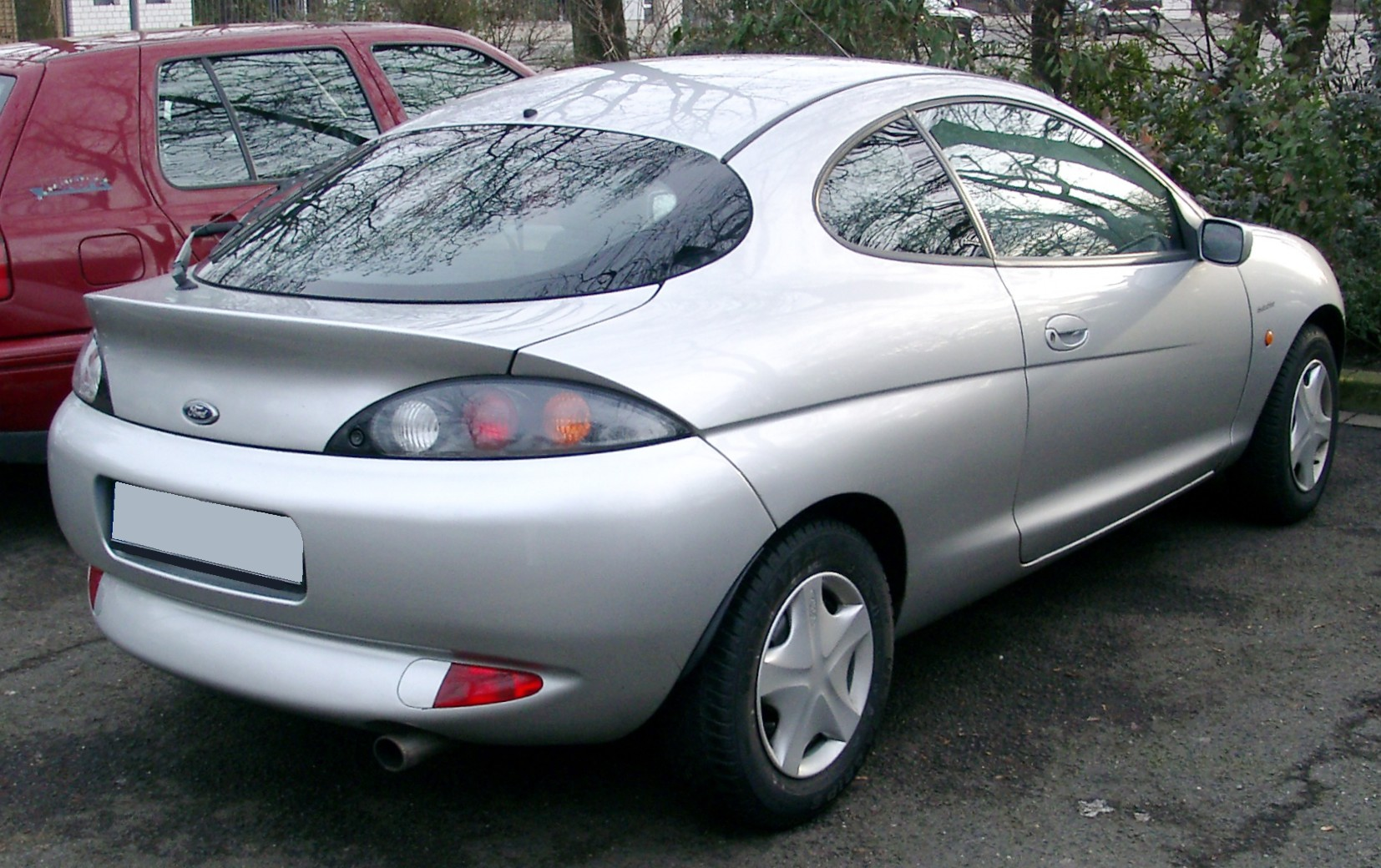
Ford Puma

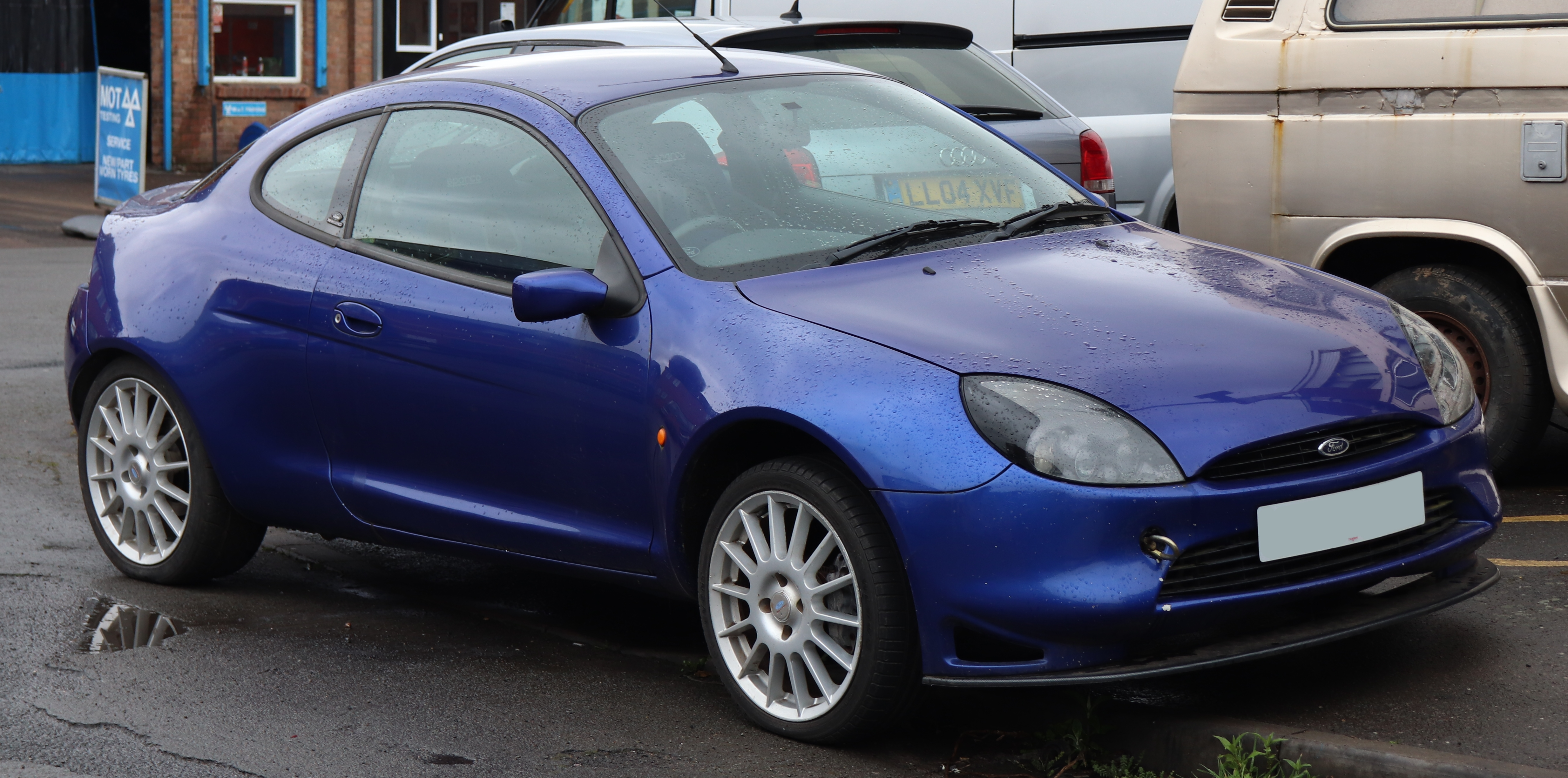
Ford Racing Puma

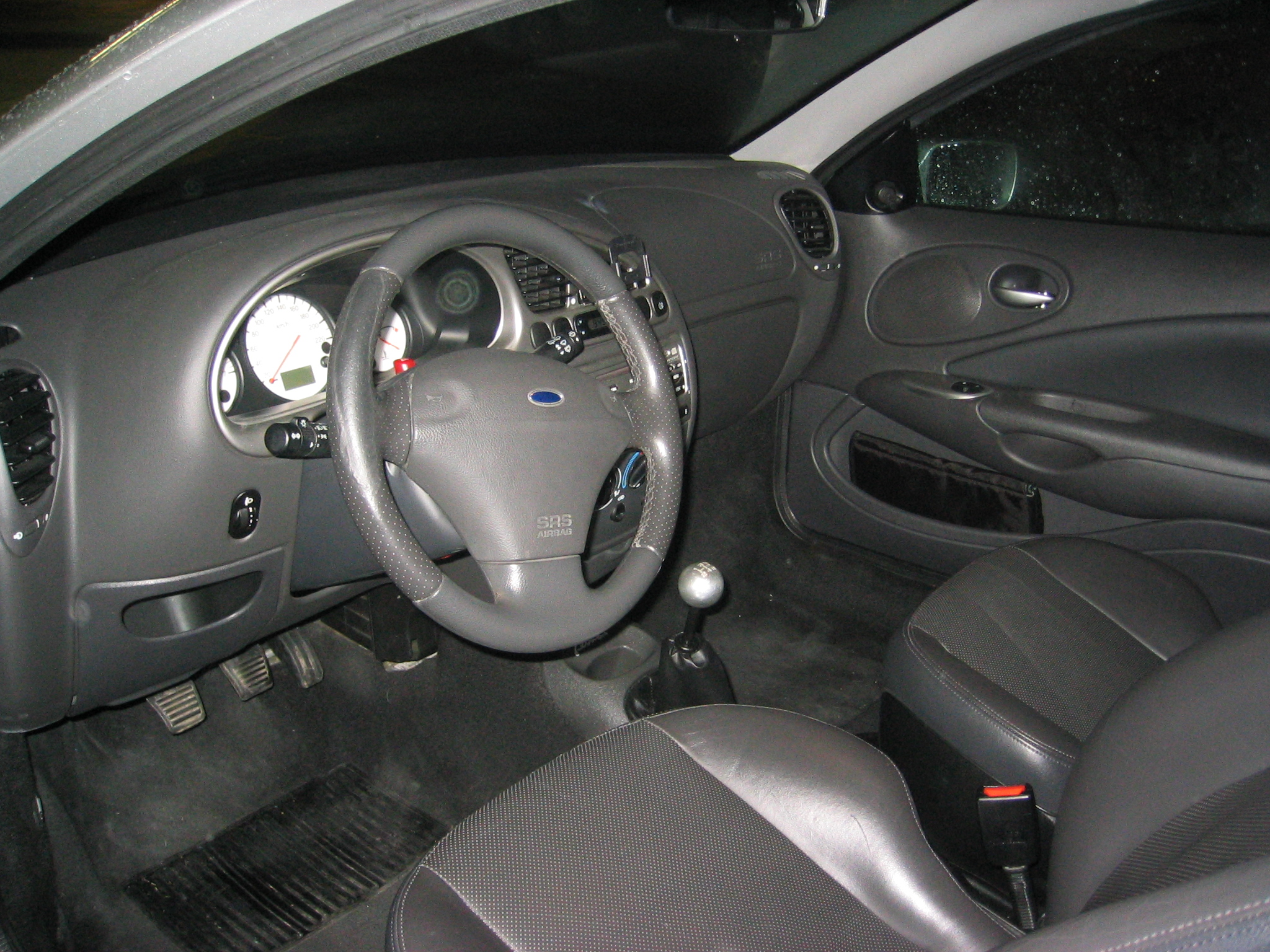
Салон

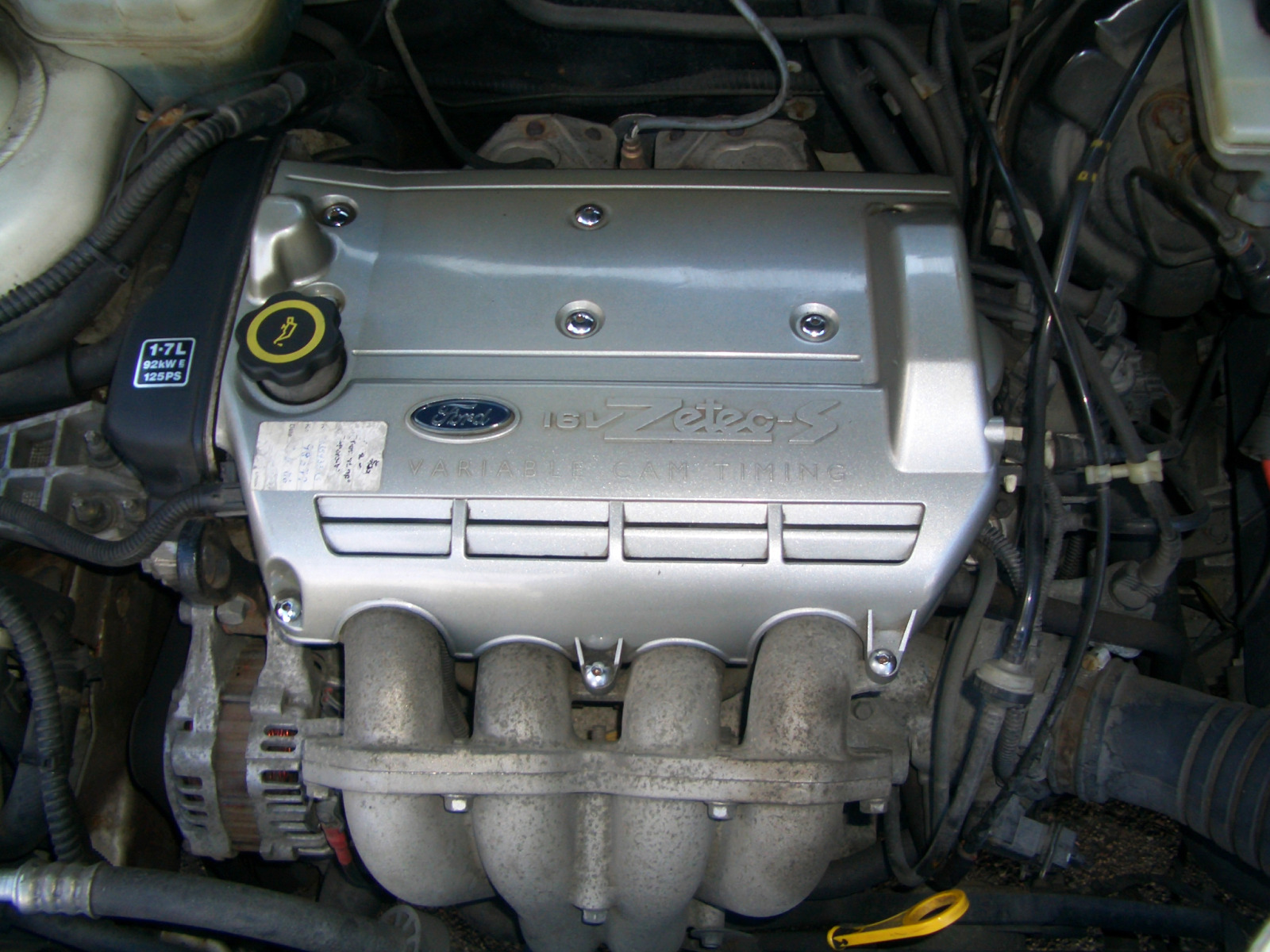
Ford Zetec-S 1.7

Ідея створення спортивного автомобіля малого класу виникла ще в кінці 1993 року. Конструктори побудували на масовій платформі спортивне купе, дизайн якого був повністю розроблений на комп'ютері за 135 днів. Для порівняння, звичайний термін становив не менше року.
За базу взяли Ford Fiesta IV, яку подовжили, повністю змінили кузов, допрацювали підвіску до спортивної, посилені пружини, доданий більш потужний стабілізатор поперечної стійкості спереду, на 30% було збільшено жорсткість скручуємо балки ззаду, збільшили звіси і збільшили кут нахилу вітрового скла. В цілому вийшов цікавий автомобіль у фірмовому стилі New Edge, а створення Ford Puma обійшлося компанії більш ніж в $ 66 млн.
На торпедо і панелі приладів встановлені білі шкали приладів і вставки під алюміній. Передні сидіння зручні, з бічною підтримкою, але ззаду місця вийшло мало, навіть для людей середнього зросту.
Ford Puma комплектувався 4-х циліндровим 16-клапанним інжекторним двигуном Zetec SE об'ємом від 1,4; 1,6 і 1,7 л., Потужністю від 90 до 125 к.с. (Форсований 1,7 л., що стояв на Racing Puma був потужністю 155 к.с.). Обсяг збільшили розточкою циліндрів (83,5 замість 76,5 мм). Вперше Ford використовував в двигуні механізм газорозподілу із змінними фазами, розроблений спільно з INA Motorenele-mente Schaeffler KG. Варто відзначити і 5-ти ступінчасту механічну короткоходную КПП, яка видавала плоску характеристику крутного моменту, 85% якого забезпечуються в діапазоні 1500-6750 об./хв. Напівосі приводу передніх коліс мали рівну довжину, що покращувало стійкість Ford Puma при різких прискореннях, особливо в поворотах і при зміні смуги. Зчеплення обладнано гідравлічним приводом. Витрата палива становив 7,4 л/100 км.
Особливу увагу конструктори приділили стійкості Puma на вологому покритті при високій швидкості. Між крайніми положеннями керма - 2,9 обороту, діаметр розвороту - 10 метрів. Гальма спереду дискові вентильовані, ззаду залишилися барабанні. Низькопрофільна гума на широких дисках пропонується тільки одного розміру - 195/50, а в стандартну комплектацію входить чотирьохканальна ABS.
Обсяг багажника 240 літрів, і зі складеними задніми сидіннями - 750 літрів.
У базу останніх моделей Ford Puma увійшли  протибуксувальна система, подушка безпеки водія, підсилювач керма, литі диски коліс, хромовані вихлопні труби, тоновані вікна, задній склоочисник, бампери, пофарбовані у колір кузова, шкіряне рульове колесо, складні задні сидіння, радіо, касетний програвач та спортивні сидіння у моделях з 1.7-літровим двигуном. Версії з 1.4-літровим силовим агрегатом мали майже ідентичне оснащення, за винятком протибуксувальної системи. За додаткову плату до бази автомобіля можна було додати: антиблокувальну гальмівну систему, передні подушки безпеки, кондиціонер, бортовий комп’ютер для моделей з 1.6 та 1.7-літровим двигунами, люк даху, функції електроприводу та підігріву дзеркал, протитуманні вогні та 16-дюймові литі диски коліс.

### Двигуни
- 1.4 (1388) Zetec-SE 16V 91 к.с.
- 1.6 (1596) Zetec-SE 16V 104 к.с.
- 1.7 (1679) Zetec-SE 16V VCT 125 к.с.
- 1.7 (1679) Zetec-SE 16V VCT 155 к.с.

## Ford Puma кросовер (2019-)

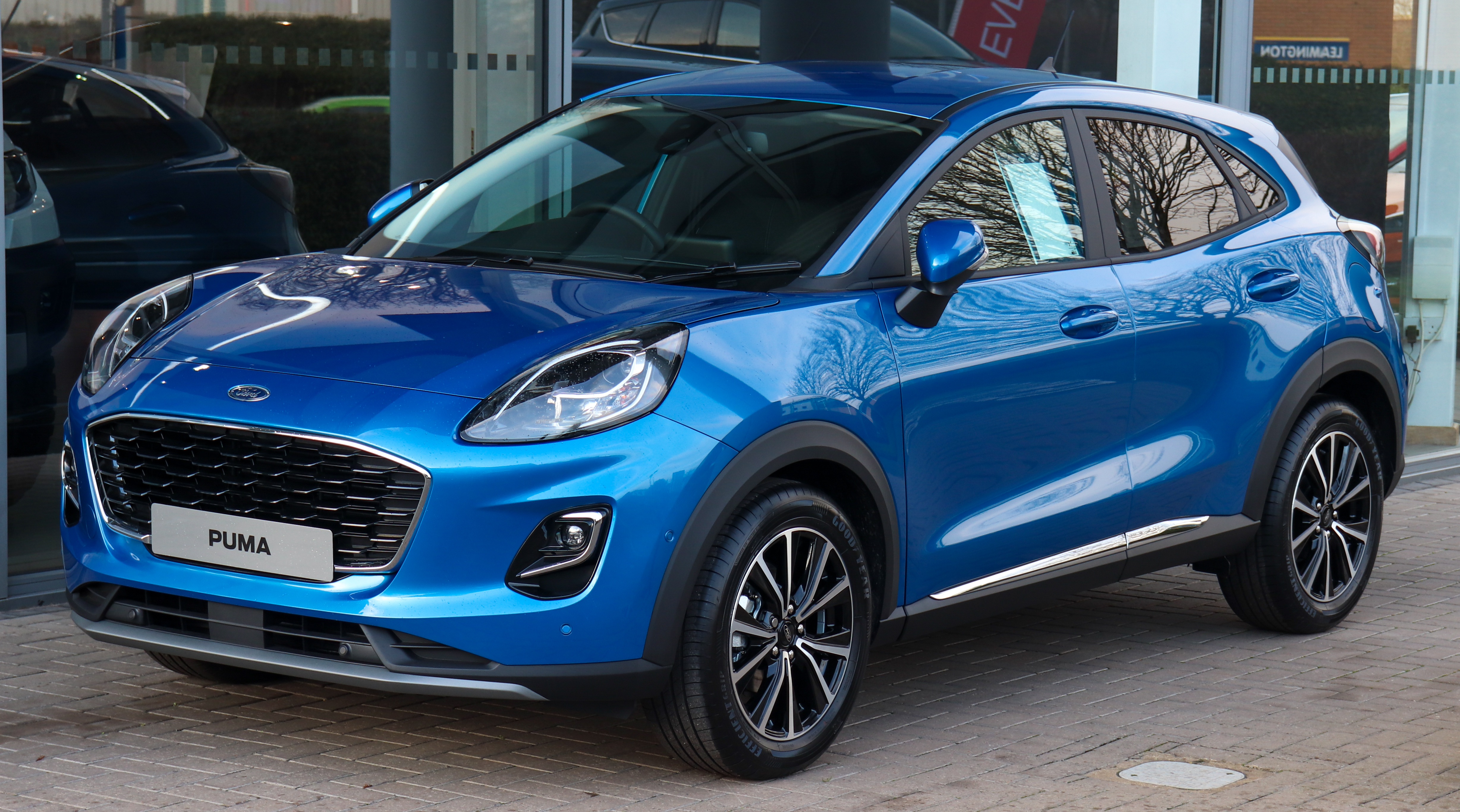
Ford Puma ІІ

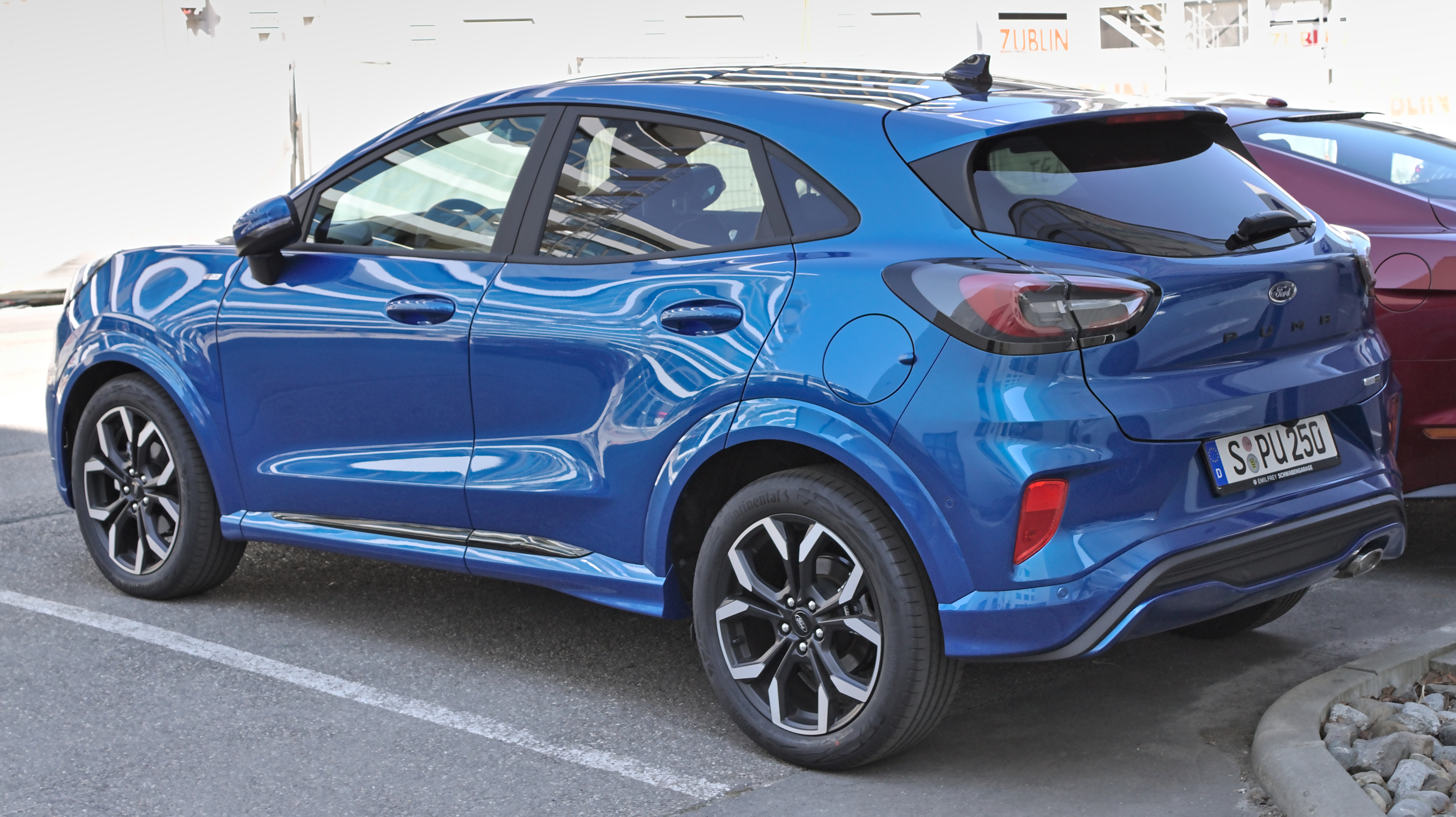
Ford Puma ІІ

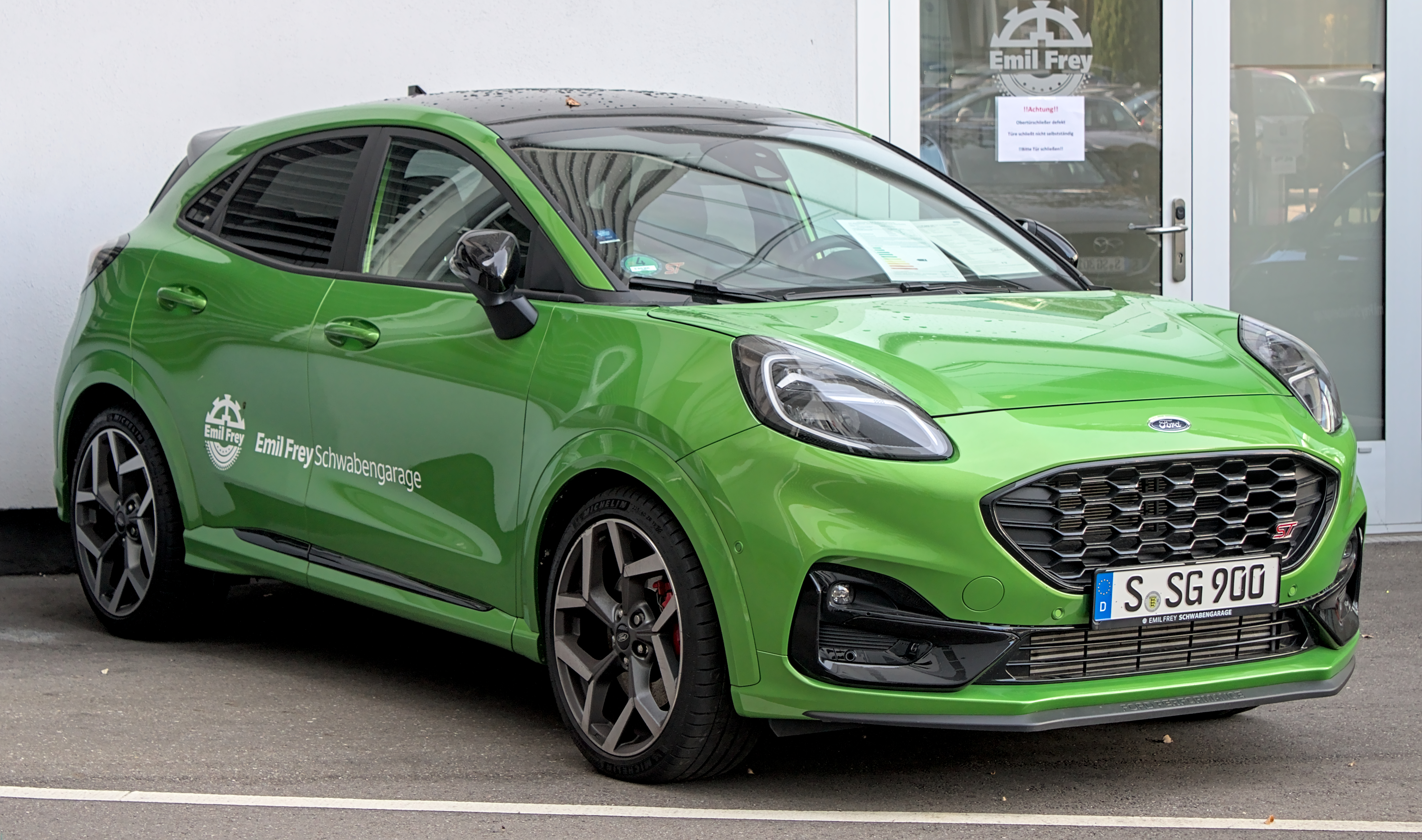
Ford Puma ST

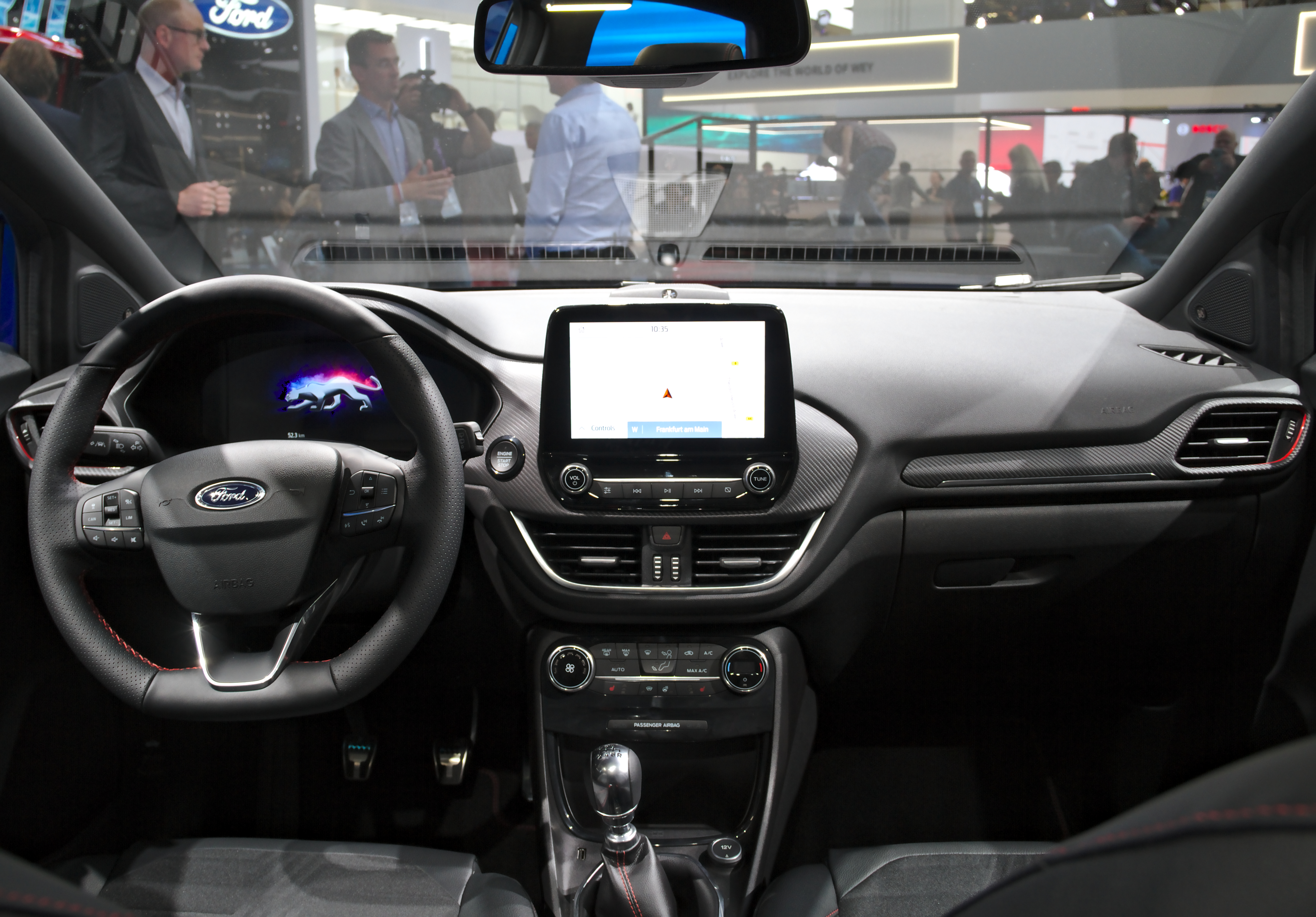

26 червня 2019 року дебютував кросовер Ford Puma. Модель використовує платформу Ford B-car. На Пумі з'явилася одна з найцікавіших силових установок: EcoBoost Hybrid 1.0, причому в двох версіях на 125 і 155 к.с. Трохи пізніше в набір агрегатів увійде 7-ст. "робот" з двома зчепленнями, а ще дизелі з нового сімейства Ford EcoBlue.
Оскільки Puma базується на Fiesta, ведучими є лише передні колеса, але протибуксовочну систему і алгоритм реакції силового агрегату можна налаштувати вручну під різні покриття.
Випуск кросовера стартував в жовтні 2019 року на заводі Ford Romania в Крайові, де модель випускається паралельно з Ford EcoSport, іншим субкомпактним кросовером марки, який використовує той же двигун EcoBoost 1.0. Puma продається на ринках Європи, Австралії та Нової Зеландії з кінця 2019 року.
За перші три місяці 2020 року було випущено і продано в Європі 18 713 автомобілів Ford Puma.
У січні 2020 року англійський автомобільний журнал What Car? назвав Ford Puma «Автомобілем року-2020», автомобіль обійшов як і прямих конкурентів Skoda Kamiq і Audi Q2 в заліку кросоверів, так і переміг в загальному заліку, обійшовши такі моделі, як Tesla Model 3, Skoda Scala і Alfa Romeo Giulia Quadrifoglio.
В Україні кросовер представлений у чотирьох комплектаціях: Titanium, Lux, ST-Line і ST-Line Plus.

### Puma Gen-E

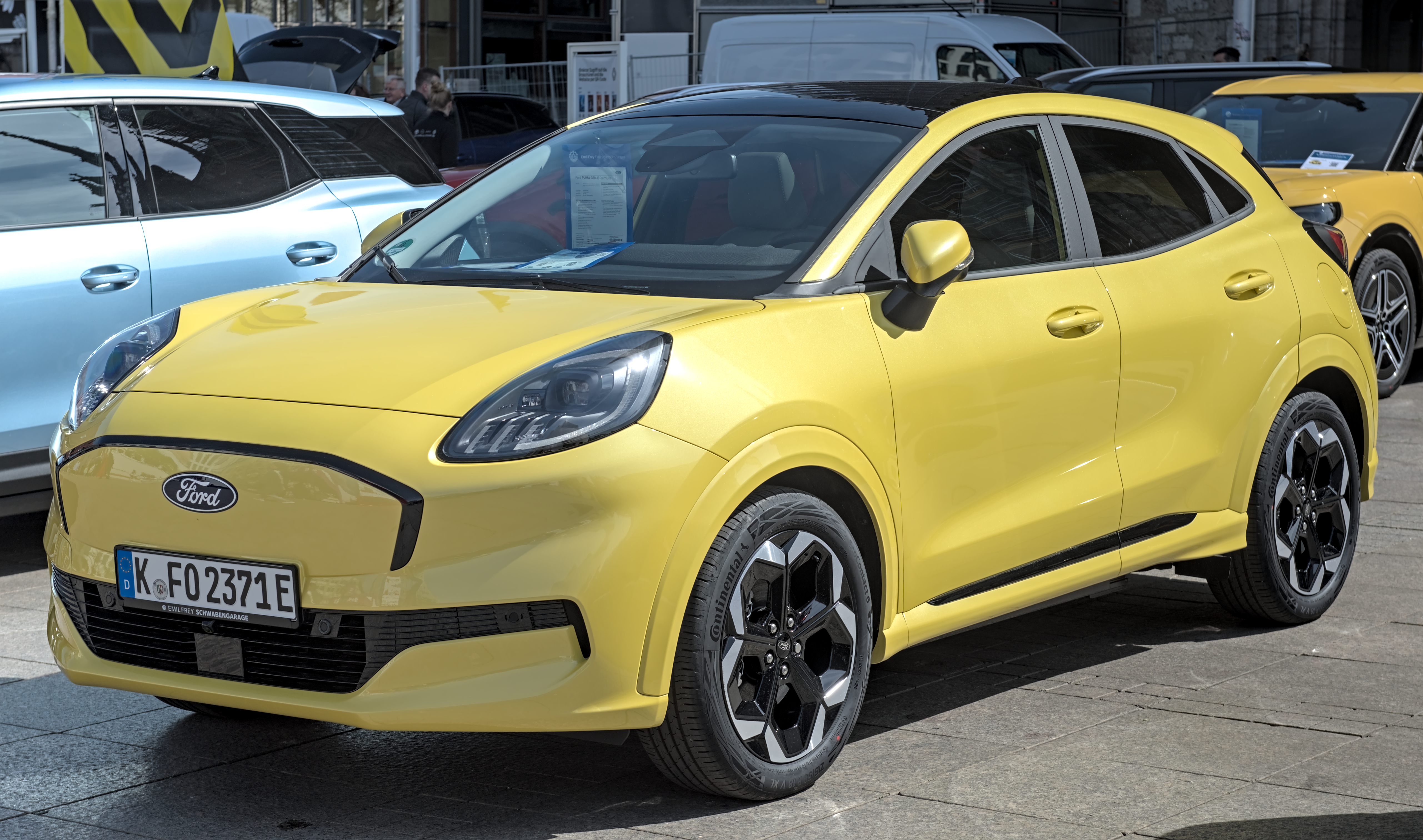
Ford Puma Gen-E

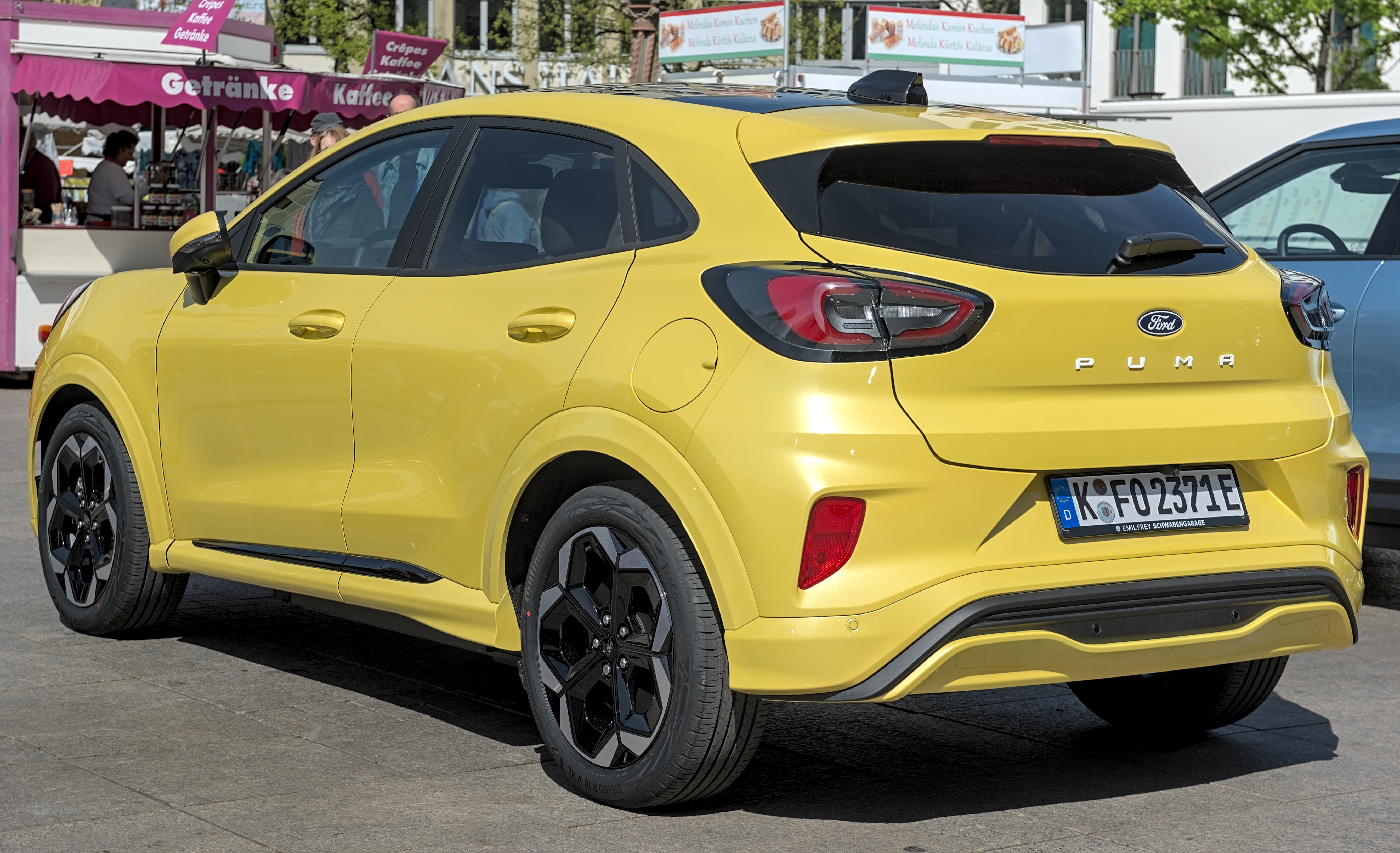

Як було оголошено раніше у 2022 році,  електрична версія Puma Gen-E була представлена 3 грудня 2024 року.
Компактний електричний кросовер виробляється на заводі Ford Otosan у місті Крайова, Румунія, а електричні силові агрегати виготовляються на заводі Ford у Хейлвуді, Великобританія. Він має елементи дизайну, що нагадують більший Mustang Mach-E, зберігаючи при цьому практичні розміри стандартної Puma.
Автомобіль оснащений літій-іонною батареєю ємністю 46,0 кВт-год (43,6 кВт-год корисної), що живить передній електродвигун, який видає 124 кВт (169 к.с.) потужності та 290 Нм крутного моменту, дозволяючи розганятися від 0 до 100 км/год за 8 секунд з максимальною швидкістю 160 км/год.
Запас ходу Puma Gen-E за стандартом WLTP становить 376 км, а в місті - 523 км.
Серед особливостей - можливість швидкої зарядки постійним струмом потужністю 100 кВт, що дозволяє зарядитися на 10-80% приблизно за 23 хвилини, та відсік для зберігання речей «GigaBox» під підлогою, який збільшує об'єм багажника до 574 літрів, доповнений 43-літровим переднім багажником. Поставки європейським клієнтам заплановано розпочати навесні 2025 року.

### Двигуни
Бензинові:
- 1.0 л Ecoboost I3 125 к.с. 170 Нм
- 1.0 л Ecoboost I3 125 + 15,6 к.с. 210 Нм (Hybrid)
- 1.0 л Ecoboost I3 155 + 15,6 к.с. 240 Нм (Hybrid)
- 1.5 л Ecoboost I3 200 к.с. 320 Нм (Ford Puma ST)

Дизельні:
- 1.5 л TDCi І4 125 к.с.

## Продажі
| рік  | Європа  | Австралія |
| ---- | ------- | --------- |
| 2019 | 337     |           |
| 2020 | 118,180 | 597       |
| 2021 | 134,431 | 3,218     |
| 2022 | 136,956 |           |